# 龐普頓萊克斯 (新澤西州)
龐普頓萊克斯（英語：Pompton Lakes）是位於美國新澤西州巴賽克縣的自治市鎮。

## 人口
根據2020年美國人口普查的數據，龐普頓萊克斯的面積為8.19平方千米，當中陸地面積為7.71平方千米，而水域面積為0.48平方千米。當地共有人口11127人，而人口密度為每平方千米1,359人。